# Will (entreprise)
 (juillet 2017).
Si vous disposez d'ouvrages ou d'articles de référence ou si vous connaissez des sites web de qualité traitant du thème abordé ici, merci de compléter l'article en donnant les références utiles à sa vérifiabilité et en les liant à la section « Notes et références ».
Pour les articles homonymes, voir Will.
Will est un studio de développement de jeux vidéo japonais fondé en 1988 au Japon.

## Ludographie
- 1989 : Neji Shiki (Sharp X68000)
- 1993 : Japan Professional Football League 1993 (PC-98)
- 1994 : Japan Professional Football League 1994 (PC-98)
- 1995 : Ginga Ojousama Densetsu Yuna 2: Eien no Princess (Turbo CD)
- 1995 : Japan Professional Football League 1995 (PC-98)
- 1996 : Ginga Ojousama Densetsu Yuna FX: Kanashimi no Siren (PC-FX)
- 1996 : Professional Baseball 1996 (PC-98)
- 1997 : Kokuhaku (PC)
- 1998 : Juggernaut: Senritsu no Tobira (PlayStation)
- 1998 : Robot Ponkottsu: Star Version (Game Boy Color)
- 1998 : Robopon: Sun Version (Game Boy Color)
- 1999 : Little My Maid (PC)
- 1999 : Alabama Meets Will Vi (Dreamcast)
- 2000 : Snow Drop (PC)
- 2000 : Zoids: Jashin Fukkatsu! Genobreaker Hen (Game Boy Color)
- 2000 : Rinkaiten: Critical Point (Memorial Selection) (PC)
- 2000 : Oniichan e (Memorial Selection) (PC)
- 2000 : Daikatana (Game Boy Color)
- 2001 : Gibo (PC)
- 2001 : Tokimeki Memorial 2 Taisen Puzzle-dama (PlayStation)
- 2001 : Water Closet: The Forbidden Chamber (PC)
- 2001 : Gensō Suikoden Card Stories (Game Boy Advance)
- 2001 : Silent Hill: Play Novel (Game Boy Advance)
- 2001 : Mech Platoon (Game Boy Advance)
- 2002 : Dr. Rin ni Kiitemite! Koi no Rin Fuusui (Game Boy Color)
- 2002 : Zoids 2: Herikku Kyouwakoku VS Gairosu Teikoku (PlayStation)
- 2002 : Onegai (PC)
- 2002 : Jokyoushi Medorei (PC)
- 2002 : Dr. Rin ni Kiitemite! Koi no Happy Four Season (PlayStation)
- 2002 : Nijiiro Dodgeball: Otome-tachi no Seishun (PlayStation)
- 2002 : Ryoujoku Jogakuen (PC)
- 2003 : Bouken Yuuki Pluster World: Densetsu no Plust Gate (Game Boy Advance)
- 2003 : Legend of Dynamic: Gōshōden - Hōkai no Rondo (Game Boy Advance)
- 2003 : Bouken Yuuki Pluster World: Densetsu no Pluster Gate EX (Game Boy Advance)
- 2004 : Shin Megami Tensei: Devil Children - Messiah Riser (Game Boy Advance)
- 2004 : Sincerely to You (PC)
- 2004 : Natsu Shoujo: Promised Summer (PlayStation 2)
- 2004 : Death * Meta (PC)
- 2005 : Cleavage (PC)
- 2005 : PriPri: Prince X Prince (PC)
- 2005 : AM 2:00 - Neko to Tsukiyo no Buranko (PC)
- 2006 : LoveDrops (PC)
- 2006 : Goshujin-Sama e (PC)
- 2006 : Natsuiro Kouen (PC)
- 2006 : Under the Moon (PC)
- 2006 : Ai to Yokubou wa Gakuen de (PC)
- 2006 : Bomberman: Bakufū Sentai Bombermen (PlayStation Portable)
- 2007 : DS:Style Series: Chikyuu no Arukikata DS - France-Hen (Nintendo DS)
- 2007 : DS:Style Series: Chikyuu no Arukikata DS - Italia-Hen (Nintendo DS)
- 2007 : DS:Style Series: Chikyuu no Arukikata DS - Thai-Hen (Nintendo DS)
- 2007 : DS:Style Series: Chikyuu no Arukikata DS - Taiwan-Hen (Nintendo DS)
- 2007 : DS:Style Series: Chikyuu no Arukikata DS - Hawaii-Hen (Nintendo DS)
- 2007 : DS:Style Series: Chikyuu no Arukikata DS - New York-Hen (Nintendo DS)
- 2007 : DS:Style Series: Chikyuu no Arukikata DS - Igirisu-Hen (Nintendo DS)
- 2007 : DS:Style Series: Chikyuu no Arukikata DS - Seoul - Busan-Hen (Nintendo DS)
- 2007 : DS:Style Series: Chikyuu no Arukikata DS - Hong Kong-Hen (Nintendo DS)
- 2007 : DS:Style Series: Chikyuu no Arukikata DS - Shanghai-Hen (Nintendo DS)
- 2007 : Everybody's Golf 5, développement additionnel (PlayStation 3)
- 2007 : Under the Moon: Tsukiiro Ehon (PC)
- 2008 : Echochrome (PlayStation Portable)
- 2008 : Minna no DS Seminar: Ongaku Ryoku (Nintendo DS)
- 2009 : Adventure Island: The Beginning (Wii)
- 2010 : Yu-Gi-Oh!: 5D's World Championship 2010 - Reverse of Arcadia, développement additionnel (Nintendo DS)
- 2011 : Yu-Gi-Oh!: 5D's World Championship 2011 - Over the Nexus, développement additionnel (Nintendo DS)
- 2011 : Starless (PC)
- 2012 : Vampire Sweetie (First Print Limited Edition) (PC)
- 2012 : Lewdness: Vita Sexualis (PC)
- 2013 : DominancE (First Print Limited Edition) (PC)
- 2013 : Seishoujo Collection Box (PC)
- 2014 : P/A: Potential Ability (First Print Limited Edition) (PC)
- 2015 : Closed GAME (First Print Limited Edition) (PC)
- 2015 : Mario & Luigi: Paper Jam Bros., mode « Bataille de papercrafts » (Nintendo 3DS)
- 2016 : Seishoujo COLLECTION BOX: CLEAVAGE & SARLESS (PC)
- 2016 : Seishoujo COLLECTION BOX: P/A & Closed GAME (PC)
- 2016 : Seishoujo COLLECTION BOX: LEWDNESS & DominancE (PC)
- Annulé : 3P Memories (PC)